# Hroar Stjernen
Hroar Stjernen, norveški smučarski skakalec in trener, * 11. februar 1961. 
Stjernen je bil član norveške skakalne reprezentance med letoma 1984 in 1989. Nato je bil njen trener od 1997 do 2002.  

## Tekmovalna kariera
V svetovnem pokalu je debitiral v sezoni 1983/84. 
Svojo edino zmago v svetovnem pokalu je dosegel na tekmi Novoletne turneje v Bischofshofnu v sezoni 1984/85. 
Na svetovnem prvenstvu v Oberstdorfu leta 1987 je na ekipni preizkušnji osvojil srebrno medaljo. Na srednji skakalnici je osvojil nehvaležno 4. mesto.  

## Trener
Po končani tekmovalni karieri je leta 1997 postal trener norveške reprezentance, vendar so ga odstavili leta 2002, potem ko Norveška na dveh olimpijskih igrah ni osvojila nobene medalje.  

## Osebno
Njegov sin Andreas Stjernen je prav tako smučarski skakalec. 

## Dosežki v svetovnem pokalu

### Uvrstitve po sezonah
| Sezona  | Skupno | Novoletna |
| ------- | ------ | --------- |
| 1983-84 | –      | –         |
| 1984-85 | 13.    | 9.        |
| 1985-86 | 17.    | 4.        |
| 1986-87 | 5.     | 11.       |
| 1987-88 | 27.    | 15.       |
| 1988-89 | –      | 46.       |

### Uvrstitve na stopničke po sezonah
| Sezona  | 1 | 2 | 3 | Skupaj |
| 1983-84 | - | - | - | -      |
| 1984-85 | 1 | - | - | 1      |
| 1985-86 | - | 1 | - | 1      |
| 1986-87 | - | 3 | - | 3      |
| 1987-88 | - | - | - | -      |
| 1988-89 | - | - | - | -      |
| Skupaj  | 1 | 4 | - | 5      |

### Zmage (1)
| Št. | Sezona  | Datum          | Prizorišče    | Skakalnica                      | Velikost |
| --- | ------- | -------------- | ------------- | ------------------------------- | -------- |
| 1.  | 1984-85 | 6. januar 1985 | Bischofshofen | Paul-Ausserleitner-Schanze K111 | Velika   |